# オレゴン時間

オレゴン州の大部分は太平洋時間（青い部分）だが、マルヒュア郡の北中部（紫の部分）は山岳部時間に属している。

オレゴン時間（オレゴンじかん）ではオレゴン州で使用されている時間帯について記す。オレゴン州では2つのタイムゾーンが使用され、州の大部分は太平洋時間を使用している。州東部のマルヒュア郡では、郡内最大都市のオンタリオや郡庁所在地のヴェイルを含むほとんどの部分で、近接するアイダホ州ボイシに近いことから山岳部時間を使用している。タイムゾーンの境界は、公有地測量システムにおけるタウンシップ35南、レンジ37東の南西隅（おおよそ北緯42.45度）を起点に東の州境まで進み、オレゴン州とアイダホ州の州境に沿って南下し、ネバダ州との州境に至る。
ハーニー郡ドリュージーでは、マルヒュア郡に近いことから非公式に山岳時間を使用している住民もいるが、地元企業は公式の太平洋時間を遵守している。
オレゴン州議会上院は2019年、マルヒュア郡を除くオレゴン州全土を通年で夏時間とする法案を可決し、事実上オレゴン州は山岳部標準時へ移行することになった。この法案は下院ではまだ審議されていない。同様の提案はワシントン州とカリフォルニア州でも決議されているが、施行にはいずれも米国議会の承認が必要となる。

## tz database
IANAのtz databaseには、オレゴン州の標準時は下記のように含まれている。
| 国名コード | 座標            | タイムゾーン        | コメント                            | 標準時 | 夏時間 | 備考                                     |
| ---------- | --------------- | ------------------- | ----------------------------------- | ------ | ------ | ---------------------------------------- |
| US         | +340308−1181434 | America/Los_Angeles | 太平洋時間                          | −08:00 | −07:00 | マルヒュア郡の北部5分の4を除く全ての地域 |
| US         | +433649-1161209 | America/Boise       | 山岳部時間 - 南アイダホ・東オレゴン | −07:00 | −06:00 | マルヒュア郡の北部5分の4のみ             |